# Großsteingrab Avderød 4
Das Großsteingrab Avderød 4 (früher Auderød) war eine megalithische Grabanlage der jungsteinzeitlichen Nordgruppe der Trichterbecherkultur im Kirchspiel Karlebo in der dänischen Kommune Fredensborg. Es wurde im 19. Jahrhundert zerstört.

## Lage
Das Grab lag bei Lille Gunderød in einem kleinen Waldstück südlich des Avderødvej. Einige Meter nördlich befindet sich das erhaltene Großsteingrab Avderød 3. In der näheren Umgebung gibt bzw. gab es zahlreiche weitere megalithische Grabanlagen.

## Forschungsgeschichte
Im Jahr 1884 führten Mitarbeiter des Dänischen Nationalmuseums eine Dokumentation der Fundstelle durch. Zu dieser Zeit waren keine baulichen Überreste mehr auszumachen.

## Beschreibung
Die Anlage besaß eine runde Hügelschüttung unbekannter Größe. Ob ursprünglich eine steinerne Umfassung vorhanden war, ist unklar. Die Grabkammer ist vermutlich als Dolmen anzusprechen. Sie war ost-westlich orientiert und hatte eine Länge von 1,9 m und eine Breite von 0,6 m. Sie bestand aus mindestens drei Steinen.